# Queudes
Queudes település Franciaországban, Marne megyében. Lakosainak száma 82 fő (2022. január 1.). Queudes Chichey, Barbonne-Fayel, La Chapelle-Lasson, Gaye, Saudoy és Villeneuve-Saint-Vistre-et-Villevotte községekkel határos.

## Népesség
A település népességének változása:
| Lakosok száma | 72   | 74   | 73   | 76   | 93   | 99   | 100  | 90   | 85   | 82   |
|               | 1968 | 1982 | 1990 | 2006 | 2013 | 2015 | 2017 | 2019 | 2020 | 2022 |